# Djabbar Garyaghdioghlu
 (mars 2021).
La mise en forme du texte ne suit pas les recommandations de Wikipédia : il faut le « wikifier ».
Les points d'amélioration suivants sont les cas les plus fréquents. Le détail des points à revoir est peut-être précisé sur la page de discussion.
- Les titres sont pré-formatés par le logiciel. Ils ne sont ni en capitales, ni en gras.
- Le texte ne doit pas être écrit en capitales (les noms de famille non plus), ni en gras, ni en italique, ni en « petit »…
- Le gras n'est utilisé que pour surligner le titre de l'article dans l'introduction, une seule fois.
- L'italique est rarement utilisé : mots en langue étrangère, titres d'œuvres, noms de bateaux, etc.
- Les citations ne sont pas en italique mais en corps de texte normal. Elles sont entourées par des guillemets français : « et ».
- Les listes à puces sont à éviter, des paragraphes rédigés étant largement préférés. Les tableaux sont à réserver à la présentation de données structurées (résultats, etc.).
- Les appels de note de bas de page (petits chiffres en exposant, introduits par l'outil «  Source ») sont à placer entre la fin de phrase et le point final[comme ça].
- Les liens internes (vers d'autres articles de Wikipédia) sont à choisir avec parcimonie. Créez des liens vers des articles approfondissant le sujet. Les termes génériques sans rapport avec le sujet sont à éviter, ainsi que les répétitions de liens vers un même terme.
- Les liens externes sont à placer uniquement dans une section « Liens externes », à la fin de l'article. Ces liens sont à choisir avec parcimonie suivant les règles définies. Si un lien sert de source à l'article, son insertion dans le texte est à faire par les notes de bas de page.
- La présentation des références doit suivre les conventions bibliographiques. Il est recommandé d'utiliser les modèles {{Ouvrage}}, {{Chapitre}}, {{Article}}, {{Lien web}} et/ou {{Bibliographie}}. Le mode d'édition visuel peut mettre en forme automatiquement les références.
- Insérer une infobox (cadre d'informations à droite) n'est pas obligatoire pour parachever la mise en page.

Pour une aide détaillée, merci de consulter Aide:Wikification.
Si vous pensez que ces points ont été résolus, vous pouvez retirer ce bandeau et améliorer la mise en forme d'un autre article.
Djabbar Garyaghdioghlu  (en azéri : Cabbar Qaryağdıoğlu) est né le 31 mars 1861 à Chouchi en République socialiste soviétique d'Azebaïdjan, et mort le 20 avril 1944 à Bakou. Également connu sous le nom de Djabbar Garyaghdi, Jabbar Machadi Ismayil Oghlu est un chanteur azerbaïdjanais de Mugham.

## Biographie
Djabbar est né à Chouchi, dans le quartier de Seyidli, dans une famille de teinturiers. Djabbar prend le même pseudonyme que son père, Garyagdy (« il a neigé ») en raison de son caractère taciturne et renfermé. Le père et le fils chantent des "marsiya", sortes de complaintes spirituelles, pendant les rituels religieux du mois de Muharram.
À l'âge de dix ans, Djabbar commence l'école, en ville. Son enseignant, lui-même musicologue lui enseigne le chant. Il fréquente cette école jusqu'à l'âge de quinze ans où il continue de suivre des cours de musique. Il commence à se produire dans des mariages et d’autres manifestations à seize ans.

## Retentissement international
Djabbar Garyaghdyoghlu est également connu en dehors du Caucase. Sa voix est admirée par d'autres chanteurs notables tels que Uzeyir Hadjibeyov et Fyodor Chaliapine, Sergey Yesenin Bul-Bul et Reingold Glier. De 1906 à 1912, il fait plusieurs enregistrements à Kiev, Moscou, Varsovie. Il est décrit dans la Grande Encyclopédie soviétique sous l’appellation suivante : khanende (en) éminent, connaisseur de la musique folklorique azerbaïdjanaise. Les khanendes sont des chanteurs azéris traditionnellement accompagnés d'un trio de tar, de kamancheh et de daf (tambourin).
Djabbar Garyagdioghlu est le premier chanteur azerbaïdjanais dont la voix a été enregistrée sur un gramophone. À son retour de Varsovie en 1912, il se produit à Moscou pendant un mois, où il donne des "Concerts orientaux". Les concerts donnés en l'honneur d'Uzeyir Hajibeyli, qui étudiait au Conservatoire de Moscou, permettent de récolter des fonds pour l'éducation du jeune compositeur.
En 1924, le grand poète russe Sergei Essénine alors à Bakou, rencontre le chanteur qu'il écoute régulièrement chanter.
La notoriété de Djabbar Garyaghdioghlu en tant que khanende concerne tant ses interprétations de chansons folkloriques, que ses œuvres originales. Sa chanson Bakou, du nom de Bakou, la capitale de l'Azerbaïdjan, est très populaire dans les années trente et quarante.

## Auteur et pédagogue
Qaryagdioglu aide le jeune compositeur Fikret Amirov à transcrire le mugham. Pour la première fois, il enregistre 500 chansons folkloriques azerbaïdjanaises et environ 250 chansons dont il est l'auteur. 50 de ces chansons ont été publiées dans un livret sous le nom de chansons folkloriques azerbaïdjanaises. Il comprenait des paroles de chansons en azerbaïdjanais et en russe.
Djabbar Qaryagdioghlou est l'un des premiers organisateurs du Conservatoire d'État d'Azerbaïdjan. Il enseignait à des chanteurs mugham tels que Seyid Chuchinski, Bulbul, Khan Chuchinsky, Zulfi Adiguezalov.